# Simulium sumatraense
Simulium sumatraense es una especie de insecto del género Simulium, familia Simuliidae, orden Diptera.
Fue descrita científicamente por Takaoka & Sigit, 1997.